# 梅卢日站
梅卢日站是托尔尼亚卡尔内斯-图库姆斯铁路线上的一个火车站，位于拉脱维亚尤尔马拉的梅卢日街区。铁路北侧有一座车站大楼，可从从梅日萨尔古街进入。